# Anna Přemyslovna
Anna Přemyslovna (* 15. Oktober 1290 in Prag; † 3. September 1313 in Kärnten) war eine Tochter des böhmischen Königs Wenzel II. und dessen erster Frau Guta. 1306 wurde sie mit Heinrich von Kärnten vermählt, der nach einem Kriegszug des Wenzel zu dessen Stellvertreter ernannt wurde. Nach der Ermordung ihres Bruders Wenzels III. 1306, womit das Geschlecht der Přemysliden ausstarb, und der Machtübernahme in Böhmen durch König Albrechts Sohn Rudolf flohen Anna und Heinrich nach Kärnten. Nach Rudolfs Tod wurde Heinrich 1307 – legitimiert durch seine Ehe mit Anna – zum böhmischen König gewählt.
Als das Königspaar versuchte, Annas jüngere Schwester Elisabeth mit dem Meißner Otto von Bergow zu verheiraten, widersetzte Elisabeth sich und nahm das Angebot des böhmischen Adels an, in Opposition zu Heinrich zu gehen. Sie heiratete 1310 Johann von Böhmen, der bereits im Dezember desselben Jahres Prag besetzte. Anna und Heinrich gingen ins Exil nach Kärnten. Anna sah danach ihre Heimat nicht wieder. Sie starb kinderlos am 3. September 1313 auf einer Kärntner Burg und wurde im Dominikanerkloster Bozen bestattet.